# Ауто
А́уто — поджанр драмы, род религиозно-аллегорических одноактных драматических представлений на библейские и евангельские сюжеты в Испании и Португалии, распространённых со 2-й половины XIII до XVIII века. Вначале исполнялись 3—4 любителями, в XVI—XVII веках превратилось в пышное зрелище, близкое к мистерии. Наиболее известные авторы ауто в Испании — Лопе де Вега и другие, в Португалии — Ж. Висенте, Л. де Камоэнс, Франсиско Мануэль де Мелло.
Классическую форму ауто придал П. Кальдерон де ла Барка, который написал около 80 ауто и утвердил этот жанр на испанской сцене.
В Испании в XVIII веке постановка ауто — одной из устаревших к тому времени форм средневекового театра — была запрещена.